# 파평 윤씨 정정공파 묘역
파평윤씨 정정공파 묘역(坡平尹氏 貞靖公派 墓域)은 대한민국 경기도 파주시 당하동, 파평윤씨 교하종중의 선산에 있다. 2002년 9월 16일 경기도의 기념물 제182호로 지정되었다.

## 개요
당하동 산 4-20번지 일원 파평윤씨 교하종중의 선산(762,413㎡)에 분포하고 있는 정정공(貞靖公) 윤번(尹璠)을 중시조로 하는 정정공파의 묘역 약 600 여기가 조성되어 있다. 그 중 중요 묘역 7기가 경기도 문화재로 지정되었다. 이곳의 묘역군은 조선시대의 묘역이 한 종중에 의해 연대별로 집중되어 있는 곳으로 묘역의 역사적 계기성을 살펴 볼 수 있다는 점에서 매우 중요한 유적이라 할 수 있다. 특히 이 곳 묘역에 조성되어 있는 묘제 및 석물, 각종 묘비 등 은 조선 초기에서 후기까지의 시대별 묘제의 특징과 성격을 보여주며 또한 역사적, 미술사적, 복식사적 측면에서 상당한 가치가 인정되고 있다. 한마디로 우리나라에서 유일한 ‘조선시대 분묘 야외박물관’ 이라 할 수 있다.
이곳에 분포하는 묘역 중 주요한 묘를 보면 조선초 세조대왕의 비인 정희왕후 윤씨의 부친 윤번 묘와 중종의 비 장경왕후 윤씨의 부친 윤여필(尹汝弼, 1466~1555) 그리고 역시 중종의 비 문정왕후 윤씨의 부친 윤지임(尹之任, ?~1534) 묘 등 부원군 묘역 3기를 중심으로 정승 묘역 7기, 판서묘역 8기, 참판묘역 30기 등이 분포하고 있다.

## 참고 문헌
- 파평윤씨정정공파묘역 - 국가유산청 국가유산포털